# Rejs szalupą Chatka Puchatków przez Atlantyk

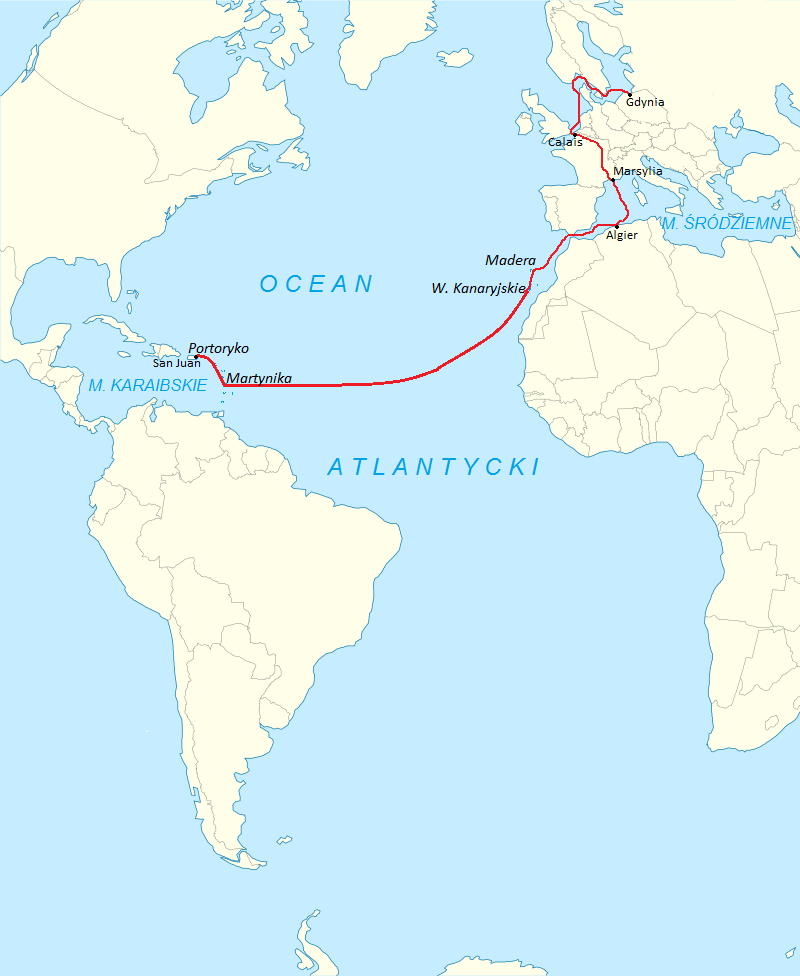
Trasa rejsu Chatki Puchatków przez Atlantyk

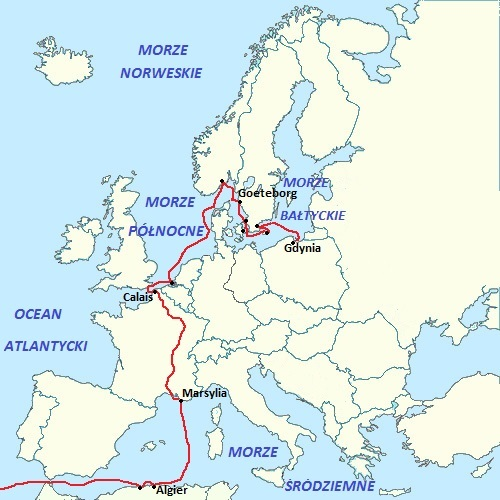
Trasa rejsu Chatki Puchatków przez Europę

Rejs szalupą Chatka Puchatków przez Atlantyk (1958–1959) – wyprawa żeglarska na łodzi wiosłowo-żaglowej, zorganizowana przez Jerzego Tarasiewicza i Janusza Misiewicza w okresie 8 sierpnia 1958 – 2 kwietnia 1959 r. Młodzi żeglarze na specjalnie przygotowanej szalupie ratunkowej odbyli rejs na trasie z Gdyni przez Morze Bałtyckie, Cieśniny Duńskie, Morze Północne, drogi śródlądowe Francji, Morze Śródziemne i Ocean Atlantycki na Karaiby, stawiając czoła sztormom i przeciwnościom, udowadniając, że możliwa jest podróż przez otwarte morze na tak małej jednostce, przy dysponowaniu minimalnymi środkami własnymi.

## Przygotowanie rejsu
Obaj żeglarze, absolwenci Szkoły Morskiej, odbyli dwa lata wcześniej, w lipcu 1956 r., rejs przez Morze Bałtyckie do Szwecji podobną szalupą o nazwie „Puchatek”. W trakcie dwutygodniowego rejsu czteroosobowa załoga udowodniła, że możliwe jest pływanie tego typu jednostką w trudnych warunkach pogodowych. Łódź doskonale dała sobie radę z trzydniowym sztormem i bez większych problemów powróciła do Polski po okrążeniu Gotlandii. Jerzy Tarasiewicz od razu myślał o większej i dłuższej wyprawie przez Ocean Atlantycki i tak opisywał jej cel:

„Dla tych wszystkich, którzy nie wierzą morzu i szalupie (…) wybraliśmy się w podróż łodzią ratunkową, takiej, w jakiej znajdą się w czasie katastrofy na morzu. Chcielibyśmy bardzo, by nasz wyczyn pomógł im uwierzyć, że świat nie kończy się z chwilą, gdy statek pójdzie na dno i aby walczyli z żywiołem i własnym strachem wtedy, gdy przyroda każe im ratować swoje życie na kilkudziesięciu przemyślnie zbitych deskach”.

## Załoga
Jerzy Tarasiewicz, który był pomysłodawcą i głównym organizatorem rejsu, karierę żeglarską rozpoczął w 1949 w Jacht Klubie Gryf w Gdyni. Następnie był słuchaczem Wydziału Nawigacyjnego Państwowej Szkoły Morskiej w Gdyni, którą ukończył w 1956 roku. W trakcie nauki odbył kilka rejsów stażowych na statkach Polskiej Marynarki Handlowej oraz na żaglowcu szkolnym „Dar Pomorza”, m.in. na Bliski i Daleki Wschód oraz w basenie Morza Śródziemnego. Janusz Misiewicz był jego kolegą ze studiów, również doświadczonym żeglarzem i marynarzem. Początkowo w rejsie przez Atlantyk mieli wziąć udział również dwaj inni koledzy ze szkoły – Marian Kosecki i Kazimierz Rywelski, z którymi odbyli wspólnie rejs na Gotlandię na szalupie „Puchatek”, jednakże wycofali się oni w trakcie przygotowań. „Chatka Puchatków” miała zatem wyruszyć w rejs z dwuosobową załogą.

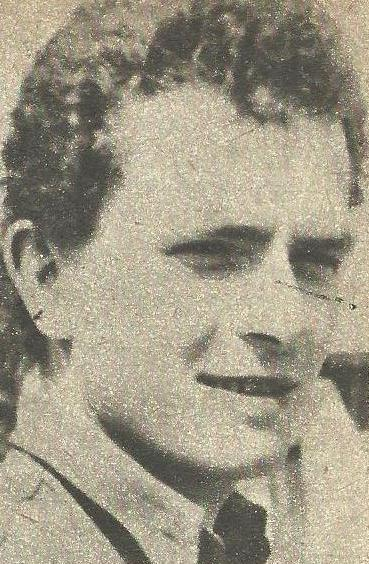
Jerzy Tarasiewicz
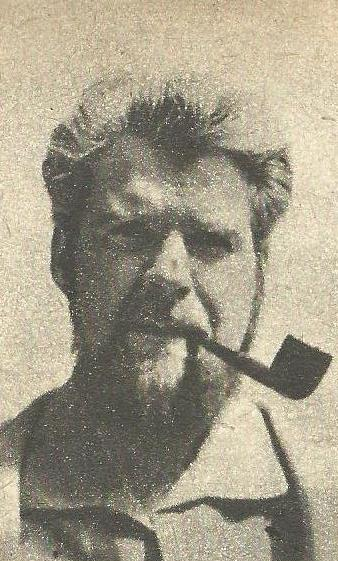
Janusz Misiewicz

Należy wspomnieć, że ówczesna sytuacja polityczna w PRL okresu „zimnej wojny” nie sprzyjała tego typu podróżom, niezwykle trudno było zdobyć zezwolenie na zagraniczne rejsy. Żeglarzom udało się jednak pokonać wszystkie formalne bariery, sprzyjał im fakt, że byli zawodowymi oficerami Polskiej Marynarki Handlowej, poparcia udzielili im również wykładowcy Szkoły Morskiej, znani w środowisku: Kazimierz Jurkiewicz, Tadeusz Meissner i Karol Olgierd Borchardt. Jako przykład ówczesnych restrykcji można przytoczyć fakt, że władze zezwoliły im na zabranie w rejs kwoty zaledwie 87 dolarów.

## Łódź

„Chatka Puchatków” – plan poglądowy szalupy

Wiosną 1958 roku wymieniano na statku pasażerskim MS Batory oryginalne, drewniane szalupy ratunkowe na nowe z tworzyw sztucznych; zdeklasowaną i bezużyteczną łódź przejęli Jerzy Tarasiewicz i Janusz Misiewicz. Łódź była zbudowana jako wyposażenie transatlantyku we Włoszech w 1936 roku. Miała długość całkowitą 9,14 m, szerokość 3,15 m oraz wysokość 1,22 m. Wręgi były wykonane z dębu, zaś poszycie z klepek modrzewiowych. Szalupa była przystosowana do pomieszczenia 72 osób w warunkach ratunkowych, ale pełną zdolność manewrową miała przy załodze do dwudziestu ludzi. W czasie rejsu pod żaglami mogły ją obsłużyć trzy, cztery osoby. Łódź posiadała dwie pary jesionowych wioseł oraz składany maszt z dwoma żaglami lugrowymi – grotem i fokiem. Pod ławkami znajdowały się miedziane komory wypornościowe wypełnione włóknami kapoku, zapewniające łodzi niezatapialność.

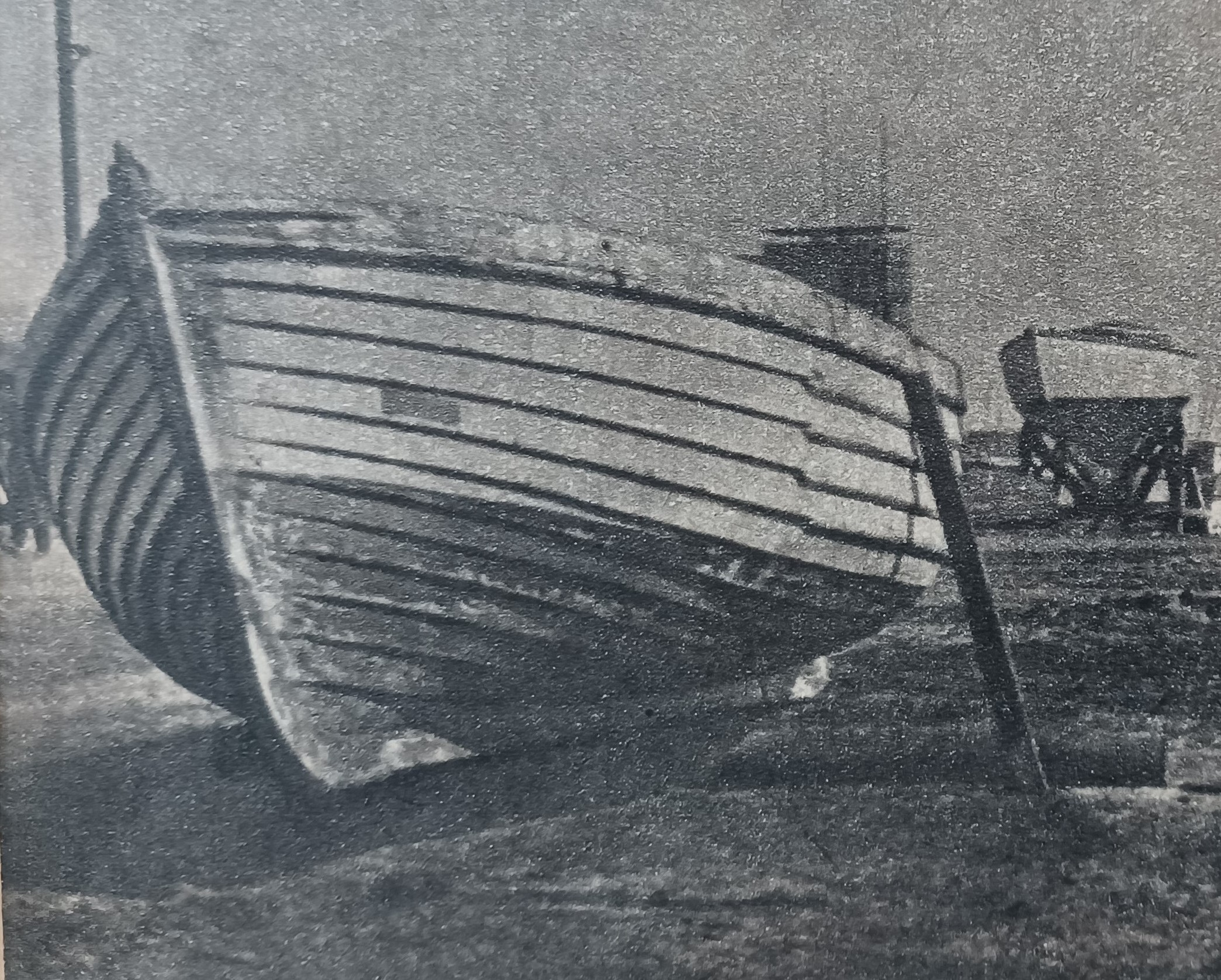
„Chatka Puchatków” przed remontem

Szalupa została przez nich wyremontowana, uszczelniona oraz wyposażona w nowy takielunek. W celu poprawienia manewrowości dodano drugi maszt – bezan, uszyto też nowe żagle o większej powierzchni, zaś te oryginalne były używane jako żagle sztormowe. Na wypadek sztormu łódź miała do dyspozycji dryfkotwę. Na wyposażenie niezbędne w podróży składały się pomoce nawigacyjne: dwa kompasy, sekstant, mapy, locje, spisy świateł, rocznik astronomiczny i tablice nawigacyjne. Jako chronometry służyły dwa ręczne zegarki. Do manewrowania łodzią bez żagli przewidziano dwa wiosła i bosak. Sprzęt ratunkowy stanowiły: koło ratunkowe i dwie kamizelki ratunkowe, rakiety sygnalizacyjne w kilku kolorach, prosta radiostacja bezpieczeństwa uruchamiana korbą do wysyłania sygnału SOS. Załadowano również prowiant (między innymi: konserwy rybne i mięsne, zupy w kostkach, ekstrakty pokarmów, suchary, herbatniki, czekoladę, cukier, mleko skondensowane i wodę pitną), dwa prymusy naftowe z naczyniami do gotowania posiłków, latarki, lampy naftowe. Żeglarze nadali szalupie nazwę pochodzącą od ich ulubionego bohatera literackiego misia Puchatka, autorstwa A.A. Milne’a.

## Przebieg rejsu

### Morze Bałtyckie i Cieśniny Duńskie

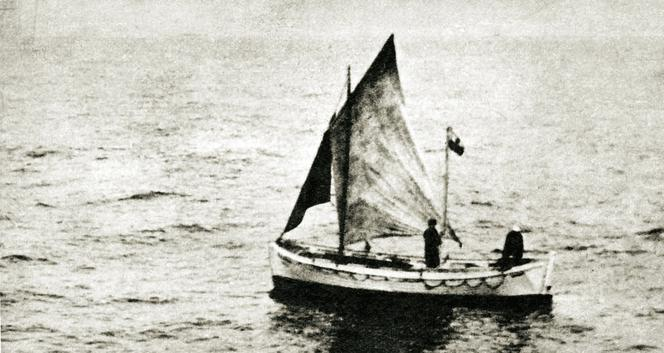
Chatka Puchatków na Morzu Sródziemnym

Rejs rozpoczął się 8 sierpnia 1958 roku, „Chatka Puchatków” wypłynęła z Gdyni wieczorem, lecz z braku wiatru rzucono kotwicę, na której żeglarze spędzili pierwszą noc na redzie portu. Następnego dnia rozpoczął się właściwy rejs. Po dwóch dniach na morzu łódź napotkała sztorm, po którym zawinęła do pierwszego portu – Simrishamn w Szwecji. Po jednodniowym postoju łódź skierowała się w stronę wysp Christiansø, jednak nie udało się wejść do portu z powodu niesprzyjającego wiatru. Żeglarze udali się więc do Svaneke na wyspie Bornholm, by zlikwidować niewielki przeciek, jaki powstał na lewej burcie. Kolejnego dnia udało się dopłynąć do Christiansø, wejść do portu i przenocować. Następne dwa dni żeglarze płynęli wzdłuż południowych wybrzeży Szwecji ze sprzyjającym wiatrem wschodnim osiągając prędkość 8 węzłów. Po przepłynięciu cieśniny Sund łódź zatrzymała się na dwa dni w Kopenhadze, gdzie obaj żeglarze spotkali się z zainteresowaniem i życzliwym przyjęciem w miejscowym jachtklubie. Kolejny etap podróży wiódł przez Helsingborg do Göteborga, gdzie łódź dotarła po dwóch dniach. Tam otrzymała zapasy prowiantu od marynarzy ze statku MS Pilica. Po opuszczeniu portu żegluga odbywała się w słabych warunkach wietrznych przez Kattegat i Skagerrak. Czwartego września w nocy żeglarze obserwowali zorzę polarną, a następnie minęli się z transatlantykiem MS Batory, z którego pochodziła ich łódź, jednakże nie udało się im nawiązać kontaktu ze statkiem. Kolejnego dnia silny prąd zepchnął szalupę około czterdziestu mil morskich na północ, pod wybrzeże Norwegii. Ponieważ żeglarze nie posiadali mapy tego rejonu, na podstawie spisu świateł ustalili swą pozycję i schronili się w małym rybackim porcie Risør.

### Morze Północne i Kanał La Manche

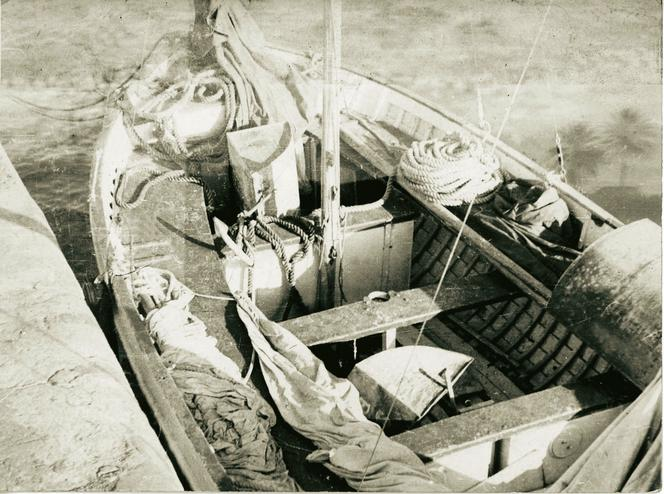
„Chatka Puchatków” – wnętrze łodzi

Żeglarze wypłynęli 9 września z norweskiego portu na Morze Północne z pomyślnym północnym wiatrem i sprzyjającym prądem. Wkrótce wiatr przybrał na sile i osiągał ponad 30 węzłów, zaś fale dochodziły do sześciu metrów. Na trasie rejsu, u zachodnich wybrzeży Półwyspu Jutlandzkiego, znajdowała się płycizna Horns Rev, na której wysokie fale tworzyły silny przybój, łodzi udało się bez problemów przebyć ten trudny odcinek mimo wysokich fal krzyżujących się z różnych kierunków. Łódź skierowała się na południowy zachód kierunku Holandii, gdzie napotkała kolejny sztorm, a następnie stanęła na kotwicy, by zniwelować silny wsteczny prąd pływowy. Na noc żeglarze schronili się w małym holenderskim porcie Bruinisse. Następny, krótki etap prowadził do Ostendy w Belgii, gdzie czekała poczta z kraju. Kolejnym portem na trasie była Dunkierka, gdzie załoga spotkała się z polskim statkiem MS Fryderyk Chopin. W trakcie postoju załoga udała się w głąb lądu do miejscowości Béthune na spotkanie z lokalną Polonią, która wspomogła ich finansowo. Po wyjściu z Dunkierki łódź zamierzała forsować Cieśninę Kaletańską, by wejść do Kanału La Manche, niestety, silne i zmienne wiatry, a także bardzo silny prąd wschodni uniemożliwiały to. „Chatka” podpłynęła aż pod brzeg Wielkiej Brytanii w okolice portu Ramsgate, nie udało się jednak do niego wejść, toteż żeglarze zmielili kurs na południowy i nocą trawersowali cieśninę ledwo unikając zderzeń z kilkoma statkami, by około południa następnego dnia wejść ponownie do portu w Dunkierce. Żeglarze spędzili tam kilka dni korzystając z gościny lokalnego jachtklubu (mogli nocować w jego pomieszczeniach i wysuszyć odzież). Po ustaniu sztormu łódź opuściła port, skierowała się na zachód i zawinęła do Dover. Tutaj znów trzeba było przeczekać na zmianę pogody, co zajęło blisko dwa tygodnie. W międzyczasie żeglarze udali się na wycieczkę do Londynu, gdzie przenocowali w polskim klubie oraz spotkali się z oficerami Polskiej Marynarki Handlowej, którzy po wojnie pozostali na emigracji. Po dwunastu dniach szalupa mogła wyjść w morze. Kolejne dni upłynęły na mozolnym halsowaniu pod silny wiatr i prąd w Kanale La Manche, udało się dopłynąć do przylądka Beachy Head w pobliżu miasta Eastbourne w Anglii. Niestety, tu żeglarze trafili na kolejny silny sztorm z zachodu, w trakcie którego nad łodzią załamała się olbrzymia fala wypełniając ją wodą i porywając część wyposażenia w tym ster. Nie było mowy o kontynuowaniu rejsu w tej sytuacji i żeglarze, po dokonaniu prowizorycznych napraw i wylaniu wody z łodzi, zawinęli do portu w Boulogne-sur-Mer. Ponieważ dalsza żegluga na zachód wzdłuż Kanału La Manche była w tych warunkach niemożliwa (był to koniec października), żeglarze zdecydowali się na jedyne alternatywne rozwiązanie – przepłynięcie na Morze Śródziemne rzekami i kanałami przez Francję.

### Śródlądowe drogi wodne Francji

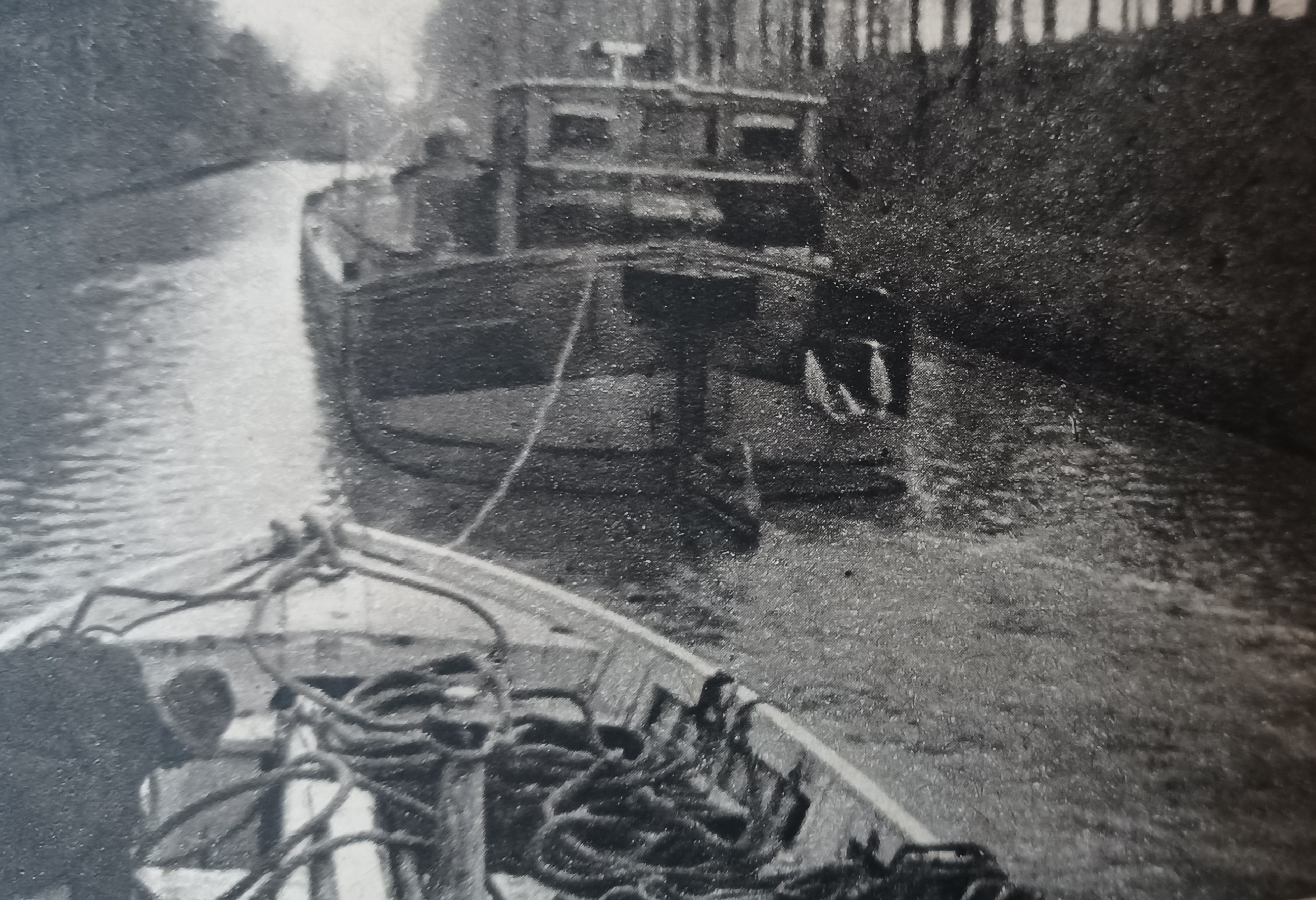
„Chatka Puchatków” na holu w kanale

Calais – Kanał Kaletański – Aa – Kanał Neufosse – Kanał Deule – Kanał Sensee – Skalda – Kanał St. Quentin – Kanał lateralny Oise – Kanał Oise-Aisne – Kanał lateralny Aisne – Kanał Aisne-Marna – Marna – Kanał Marna-Saona – Saona – Rodan – Kanał St. Louis – Kanał Caronte – Zatoka Etang de Berre – Kanał Marsylia-Rodan – Tunel Rove – Marsylia
Francja posiada bardzo rozwiniętą sieć śródlądowych dróg wodnych, rozbudowywana była ona już od końca XVIII wieku, i choć wiele z tych kanałów ma niskie parametry techniczne, w zupełności wystarczały one do wygodnej żeglugi dla dziewięciometrowej szalupy. Korzystny był też fakt, że większość dróg wodnych to kanały lateralne, poprowadzone równolegle do rzek, a więc bez silnego prądu, który utrudniałby żeglugę. Niezbędne było jednak zainstalowanie na łodzi silnika zaburtowego, gdyż w wąskich kanałach żagle byłyby nieprzydatne. W dodatku, na całej trasie liczącej około tysiąca km do pokonania było 225 śluz, ok. stu niskich mostów zwodzonych oraz siedem tuneli żeglownych. W celu zakupienia silnika i zorganizowania na ten cel funduszy żeglarze pojechali autostopem do Paryża, zostawiając łódź w porcie. Na miejscu okazało się, że prasa francuska nagłośniła wyczyny Polaków, co stało się przyczynkiem do spotkania z Alainem Bombardem, uznanym ekspertem w dziedzinie ratownictwa morskiego. Złożył on załodze „Chatki Puchatków” propozycję współudziału w eksperymentalnym rejsie na Wyspach Kanaryjskich. Druga propozycja nadeszła od wydawnictwa Edition Paris, które chciało żeglarzom zapłacić za wyłączność na publikacje wspomnień z ich wyprawy. Ostatecznie z obu pomysłów nic nie wyszło. Żeglarze zarobili trochę pieniędzy pracując dorywczo w Paryżu, po czym Tarasiewicz wrócił do Boulogne, aby przeprowadzić szalupę do Calais, skąd bierze początek szlak wodny przez Francję, zaś Misiewicz pozostał w Paryżu by zorganizować pieniądze na zakup silnika.
Janusz Tarasiewicz samodzielnie przeprowadził łódź do Calais, gdzie przygotował ją do żeglugi po kanałach. Następnie, przy pomocy angielskiego jachtu motorowego „Hyperion” dostał się na holu do Béthune. Tam, dzięki licznej Polonii spotkał się z konsulem polskim z Lille, który zorganizował pieniądze na zakup silnika po wsparciu polskiego ministra żeglugi, który był entuzjastą całej wyprawy. Konsul przekazał załodze 55 tysięcy franków francuskich, po czym zabrał Tarasiewicza do Paryża. Tam obaj żeglarze zakupili niewielki, ponaddwudziestoletni silnik i dzięki uprzejmości konsula, przewieźli go jego samochodem do Béthune. Silnik został zamocowany na jachcie nietypowo, bo do płetwy sterowej, co jednak znacznie poprawiało zwrotność jednostki i ułatwiało trudne manewry w portach i śluzach.

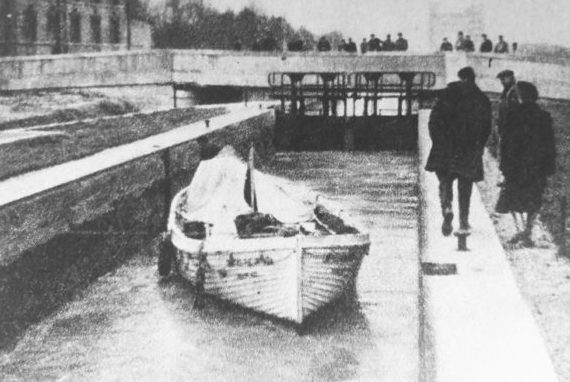
„Chatka Puchatków” w śluzie

Załoga ruszyła na trasę po kanałach płynąc nie tylko na silniku, ale przy sprzyjających wiatrach również na żaglach. Kilkukrotnie udało się pokonać trudne odcinki na holu za dużymi barkami. W trakcie podróży skończyło się im paliwo, toteż część trasy przebyli na wiosłach, lub holując łódź z brzegu. Misiewicz ponownie udał się do Paryża, by zarobić pieniądze na benzynę, jednakże z niewielkim skutkiem. Na szczęście w Reims z opresji poratował ich lokalny klub żeglarski, który po koleżeńsku ofiarował im paliwo, żywność, a także śpiwory i ciepłą odzież, niezbędną o tej porze roku. Awarii ulegał też kilkukrotnie silnik, udało się jednak naprawiać go w lokalnych warsztatach.
Łódź dotarła do Rodanu w Lyonie, skąd płynęła już z prądem. Rzeka była jednak niebezpieczna z uwagi na wezbranie i duży ruch barek i statków. Ponownie zorganizowano hol za barką „Josianne”, który kosztował żeglarzy resztę pieniędzy, pozwolił jednak dotrzeć do ujścia rzeki. Przez laguny przybrzeżne, kanały i ostatni tunel Rove łódź dotarła do Marsylii, gdzie przycumowała w lokalnym jachtklubie. Tam przeprowadzono remont łodzi, wymieniono część olinowania i odmalowano kadłub. W trakcie przygotowań do dalszego rejsu żeglarze powitali Nowy Rok 1959.

### Morze Śródziemne

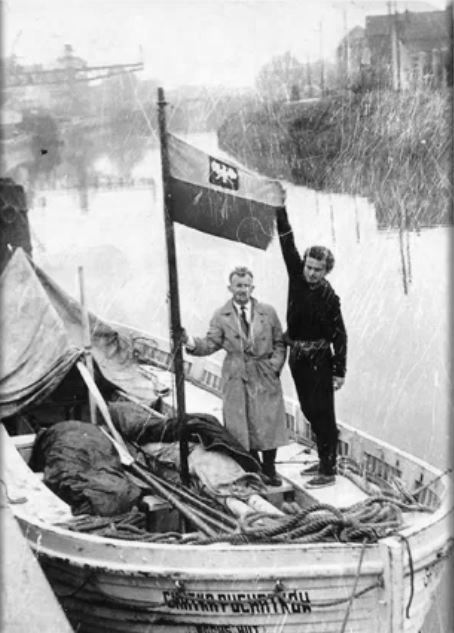
Żeglarze we Francji

Po wyjściu z Marsylii „Chatka” skierowała się na południe, w kierunku wybrzeży Afryki. Ponieważ w czasie wyjścia z portu wiał dość silny mistral, a warunki były trudne, żeglarze stali się ofiarą nierzetelnego dziennikarstwa ze strony Francuzów. Jeden z fotoreporterów marsylskiego dziennika „La Provancal” po wykonaniu zdjęcia wypływającej z portu szalupie, napisał w artykule, że łódź zatonęła zaraz po opuszczeniu Marsylii. Wiadomość tę przedrukowała część francuskiej prasy, gdyż rejs przez Francję był w niej szeroko opisywany, a w ślad za nią informacje te przekazała Polska Agencja Prasowa, co wywołało duże zaniepokojenie w kraju. Sprawa wyjaśniła się dopiero gdy „Chatka Puchatków” dopłynęła do Algierii.
Żeglarze faktycznie mieli kłopoty w czasie żeglugi: silny wiatr złamał rejkę grotżagla, urwał się fał oraz jeden z baksztagów, jednak udało się im dokonać napraw i kontynuować rejs. Po pięciu dniach dostrzeżono brzeg Afryki, łódź znajdowała się okolicy przylądka Bougaroun i obrała kurs zachodni, wzdłuż wybrzeży Algierii. W nocy łódź została napotkana przez niezidentyfikowany francuski okręt wojenny, który sprezentował załodze trochę prowiantu i podał im dokładną pozycję. Następnie łódź spokojnie żeglowała zachodnim kursem wzdłuż wybrzeża wykorzystując regularną bryzę. Gdy „Chatka” zbliżała się do Algieru naprzeciw niej wyszedł francuski patrolowiec „L’Adroit”, który nakazał zbliżyć się i przycumować do okrętu. Było to jednak zbyt niebezpieczne z powodu silnej fali, która mogłaby rzucić łodzią o kadłub i uszkodzić, toteż żeglarze unikali zbliżenia do patrolowca i próbowali wytłumaczyć Francuzom, aby popłynąć w bezpieczniejsze miejsce osłonięte od wiatru i fali. Po kilkukrotnych próbach udało się podejść do „L’Adroit” i nawiązać kontakt z członkiem załogi okrętu, który mówił po polsku. Załoga łodzi domagała się odholowania jej do Algieru, gdyż uderzenia o kadłub okrętu uszkodziły szalupę. Żądanie żeglarzy zostało spełnione, w porcie zostali oni życzliwie przyjęci, a w miejscowym warsztacie dokonano naprawy zniszczeń, jakie szalupa odniosła w kontakcie z patrolowcem. Załoga mogła zwiedzić miasto, brała udział w przyjęciach i bankietach, a z ambasady polskiej nadeszła wiadomość, iż otrzymają 250 dolarów na dalszą podróż.
Po kilku dniach „Chatka Puchatków” wypłynęła w dalszą drogę. Niestety, okazało się, że naprawy w Algierze dokonane zostały pobieżnie i łódź przeciekała przez burtę. Na domiar złego Janusz Misiewicz zaczął skarżyć się na silne bóle w stopach, prawdopodobnie od ciągłego kontaktu z wodą. Tarasiewicz skierował szalupę do najbliższego portu, którym był Cherchell, oddalony o kilkanaście mil morskich. Mimo małej odległości zajęło im to trzy dni wskutek przeciwnych wiatrów i prądów. Na dodatek łódź została ostrzelana z brzegu z karabinu maszynowego – był to okres powstania antykolonialnego w Algierii, a w okolicach trwały intensywne walki. W Cherchell, po życzliwym przyjęciu, udało się umieścić Misiewicza w izbie chorych Szkoły Oficerskiej, zaś Tarasiewicz samodzielnie uszczelnił przecieki i dokonał innych napraw. Nadeszły obiecane pieniądze z kraju, za które zakupiono nowy sprzęt i takielunek, sztormiaki oraz prowiant. Po opuszczeniu portu szalupa płynęła na zachód w zmiennych warunkach. Po kilku dniach spotkała na morzu polski statek SS Wisła, który podarował im prowiant oraz farbę antyporostową. Godny uwagi był fakt, że pozycja określona przez żeglarzy różniła się zaledwie o jedną milę od tej, jaką obliczono na statku z użyciem profesjonalnego sprzętu. Następnie łódź trafiła na bardzo sprzyjające i silne wiatry ze wschodu, które w krótkim czasie umożliwiły dotarcie do Cieśniny Gibraltarskiej, którą minęła 11 lutego 1959 i wyszła na Ocean Atlantycki. W czasie tego etapu szalupa płynęła z maksymalną prędkością dwunastu węzłów, co jest godnym odnotowania wyczynem nawet dla klasycznych jachtów żaglowych.

### Madera i Wyspy Kanaryjskie

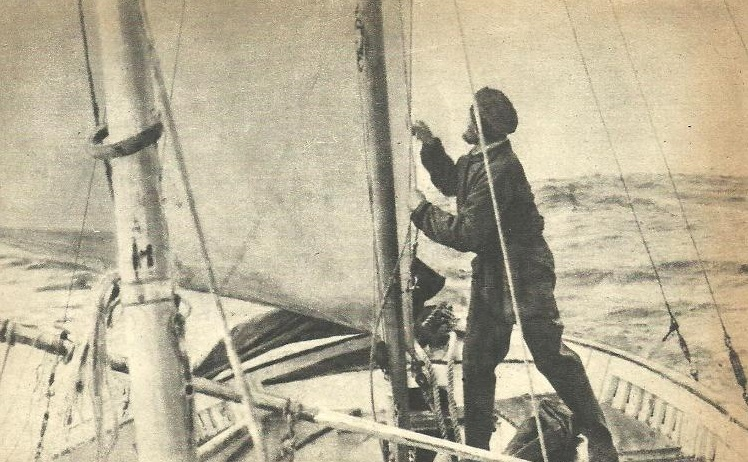
Janusz Misiewicz na „Chatce Puchatków"

Za przylądkiem Espartel łódź płynęła kursem na zachód, by jak najbardziej oddalić się od brzegów i trafić na sprzyjające wiatry i prądy. Mimo trudności w nawigacji, ograniczonej widoczności i mało dokładnego chronometru żeglarzom udało się bezbłędnie odnaleźć archipelag Madery, do której dotarli po pięciu dniach żeglugi. Niestety, w porcie Funchal na żeglarzy czekała niemiła niespodzianka – mimo że łódź była oczekiwana przez miejscowych żeglarzy, lokalne władze nie zezwoliły załodze na wyjście na ląd. Pozwolono im tylko odebrać pocztę, zrobić podstawowe zakupy i to w towarzystwie policjanta. Podłoże takiego postępowania było czysto polityczne ze względu na wrogie nastawienie wynikające z zimnowojennych nastrojów. „Chatka” spędziła w tym niegościnnym porcie tylko jedną noc, po czym udała się w dalszy rejs na południe w kierunku Wysp Kanaryjskich.
Po kilku dniach żeglugi, trudnej z powodu zmiennych, słabych wiatrów oraz niskiej widoczności, oraz minięciu niebezpiecznych, skalistych wysepek Desertas, Tarasiewicz dostrzegł światło latarni morskiej na północnym cyplu Teneryfy. Łódź popłynęła w kierunku zachodnim i następnego dnia dotarła do celu tego etapu – portu Santa Cruz na wyspie La Palma. Tutaj spotkali się z krańcowo odmiennym przyjęciem niż na Maderze, formalności wizowo-paszportowe załatwili dość szybko i mogli poświęcić kilka dni na zwiedzanie wyspy, naprawy i remonty, odmalowanie kadłuba łodzi farbą przeciwporostową. Udało się także wyregulować zegarki u miejscowego zegarmistrza, aby zminimalizować problemy z określaniem pozycji podczas przejścia Atlantyku. Żeglarze zakupili sporo świeżego prowiantu, uzupełnili zapasy wody i wyruszyli w najdłuższy, liczący ponad trzy tysiące mil etap przez otwarty ocean.

### Ocean Atlantycki

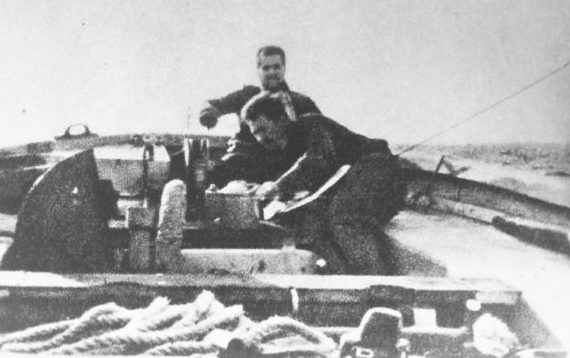
Żeglarze na Atlantyku

Po opuszczeniu Wysp Kanaryjskich 26 lutego 1959 r. kluczową sprawą było wybranie właściwej trasy. O tej porze roku pasaty, najbardziej sprzyjające wiatry północno-wschodnie, wieją poniżej 19 stopnia szerokości geograficznej północnej. Łódź musiała więc dotrzeć do tego równoleżnika, by w maksymalny sposób korzystać z pasatów, które zapewniłyby jej prędkość ok. 4-5 węzłów. Przez kilka pierwszych dni łódź płynęła powoli w kapryśnej pogodzie, przy deszczowych szkwałach i okresach ciszy. 3 marca „Chatka” znalazła się w silnym sztormie. Już na samym początku ułamał się grotmaszt, wykonany w Algierze. Załoga stanęła na dryfkotwie i zajęła się jego naprawą, co udało się przed wieczorem. W nocy sztorm przybrał na sile, jedna z olbrzymich fal zalała łódź, a Tarasiewicz znalazł się za burtą. Na szczęście był przywiązany liną i dostał się z powrotem do szalupy, jednak wiele sprzętu i większość ubrań uległo zamoczeniu, fala wyrwała i wyrzuciła do morza kompas sterowy. Kolejnym groźnym incydentem był wybuch prymusa naftowego, gdyż wskutek nieznajomości języka hiszpańskiego żeglarze zakupili do niego w Santa Cruz benzynę zamiast nafty. 7 marca żeglarze osiągnęli nareszcie strefę pasatów, ustalił się kierunek i siła wiatru, co pozwalało na spokojną i szybką żeglugę w kierunku zachodnim. Obaj żeglarze dzielili dwunastogodzinne wachty, w czasie których jeden z nich prowadził łódź, a drugi odpoczywał. W tym czasie załoga mogła posilać się świeżymi rybami latającymi, które masowo wpadały do wnętrza szalupy. Żeglarze codziennie dwa razy ustalali swoją pozycję i starali się trzymać równoleżnika 15°N, tego na którym leży Martynika – cel podróży. 30 marca doszło do jedynego spotkania ze statkiem w czasie tego etapu, był to szwedzki zbiornikowiec Frithied, który przesłał do Polski informacje o położeniu łodzi. Dzień później, w nocy, Jerzy Tarasiewicz dostrzegł na horyzoncie światło latarni morskiej na Martynice, ponieważ jednak wschodni jej brzeg nie nadawał się do lądowania, trzeba było skręcić na południe, opłynąć wyspę i od zachodu dotrzeć do zatoki, w której znajduje się Fort-de France, główne miasto portowe wyspy. Rejs zakończył się nad ranem 2 kwietnia, gdy „Chatka” przycumowała w miejscowym jachtklubie Club Nautique. Średni przebieg na tej trasie wyniósł pond 90 Mm na dobę.

### Karaiby

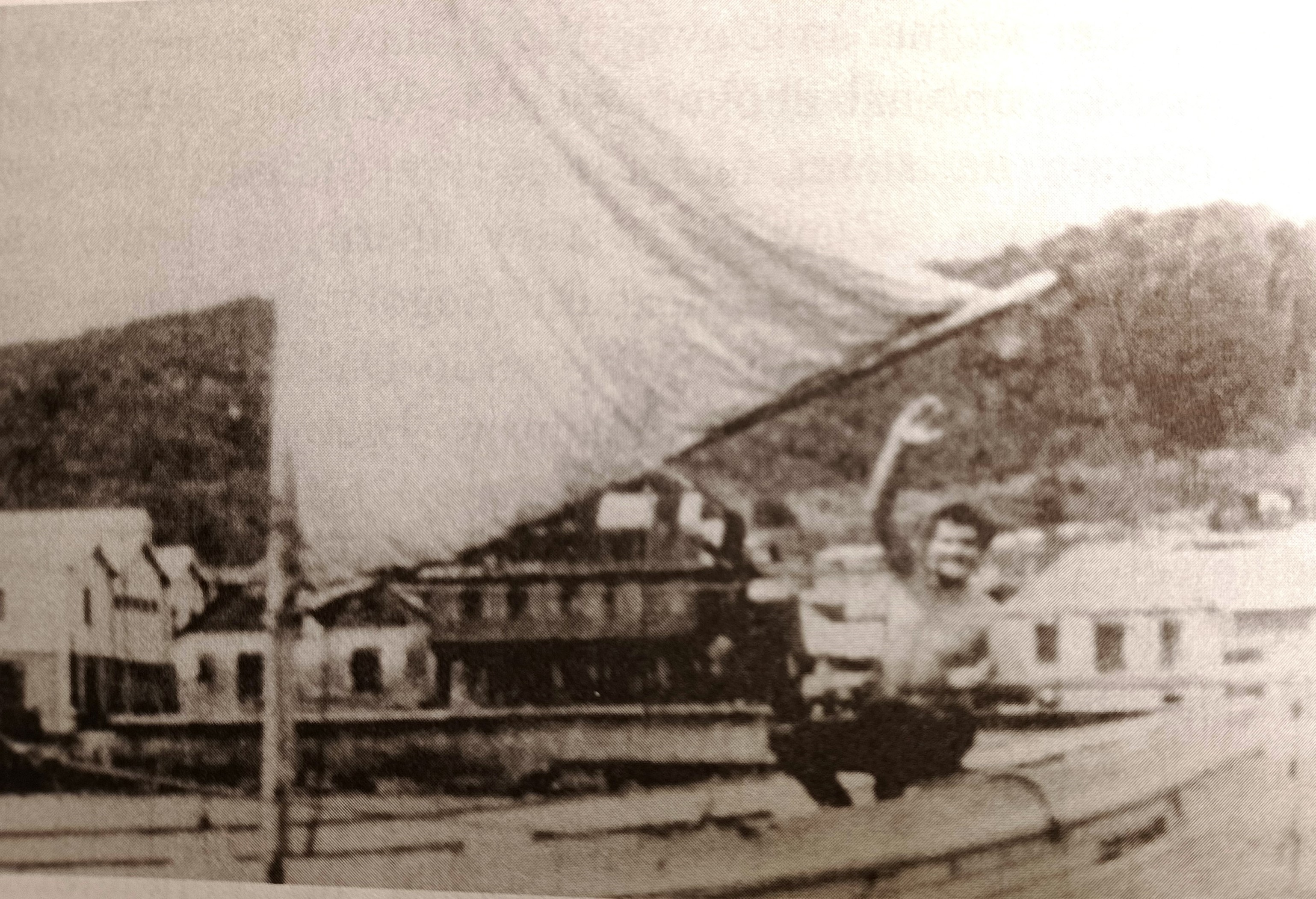
Tarasiewicz na Dominikanie

Na Martynice załoga spędziła ponad miesiąc starając się załatwić powrót statkiem do Polski wraz z transportem szalupy. W międzyczasie zwiedzała wyspę, spędzała czas w towarzystwie poznanych na miejscu osób i remontowała łódź. Udało się załatwić z Polski kwotę ponad 400 dolarów potrzebnych na podróż do kraju, jednakże wciąż nie było statku, który udawałby się do Europy i mógł wziąć na pokład również szalupę. Gdy wreszcie po kilku tygodniach oczekiwania pojawiła się możliwość transportu okazało się, że cena za podróż uzgodniona wcześniej jest znacznie wyższa niż 400 dolarów. Tłem takiej sytuacji była postawa lokalnej firmy Compagnie Generale Transatlantique mającej monopol na przewozy w regionie, której właściciel chciał za niewielkie pieniądze odkupić szalupę od polskich żeglarzy i blokował jej wywóz z Martyniki. W związku z tym postanowiono, że Janusz Misiewicz, któremu znów odnowiły się bóle stawów, wróci sam do kraju statkiem „Fort Douquesne”, zaś Tarasiewicz popłynie samotnie na Dominikę lub którąś z innych karaibskich wysp i spróbuje tam załatwić transport łodzi do Polski. Przed dalszą podróżą należało oczyścić dno łodzi z roślin i skorupiaków, które osadziły się na nim podczas żeglugi w tropikach. Żegluga na Dominikę zajęła Tarasiewiczowi jeden dzień, po czym zacumował on w Roseau, stolicy wyspy. Tam zajęli się nim przedstawiciele lokalnej Polonii – dr Czerwonka, oraz główny geodeta wyspy – Karol Wiński. Po kilku dniach pobytu okazało się, że nie ma możliwości transportu do kraju z Dominiki w cenie 150 dolarów, jakie posiadał Tarasiewicz, w związku z tym wybrał się on samotnie w dalszy rejs do Saint Thomas na Wyspach Dziewiczych, gdzie mieszkał słynny polski żeglarz Władysław Wagner, który w latach 30. XX wieku opłynął cały świat na trzech jachtach o nazwach „Zjawa I–III”. Nasz żeglarz miał nadzieję, że pomoże on w załatwieniu powrotu łodzi do kraju. Trasa tego etapu wiodła wzdłuż Gwadelupy, Montserrat, Nevis, Saint Kitts i Saba. W porcie Saint Croix spotkał znowu rodaków, którzy poinformowali Tarasiewicza, że Wagner sprzedał swą posiadłość – niewielką wysepkę Beef i przeniósł się do San Juan na Portoryko. „Chatka” ruszyła więc w dalszą drogę, która była o tyle trudna dla samotnego żeglarza, iż prowadziła labiryntem małych wysepek i skał, co wymagało niemal ciągłego czuwania. Tarasiewicz dotarł do San Juan po dwóch dobach żeglugi, w sumie przepłynął on samotnie ponad 500 mil morskich. Już pierwszego dnia „Chatkę” odwiedził Władysław Wagner, który wcześniej dowiedział się o rejsie. Dzięki niemu, łódź mogła przycumować do jachtu „Rubicon” Wagnera, a nasz żeglarz spędził u niego kilka wieczorów. Wagner bez problemu załatwił transport łodzi i żeglarza do Polski. Tarasiewicz udał się do Nowego Orleanu samolotem, skąd wrócił do kraju na pokładzie MS Polanica. „Chatka Puchatków” dotarła do Polski kilka miesięcy później statkiem MS Oleśnica.

## Podsumowanie

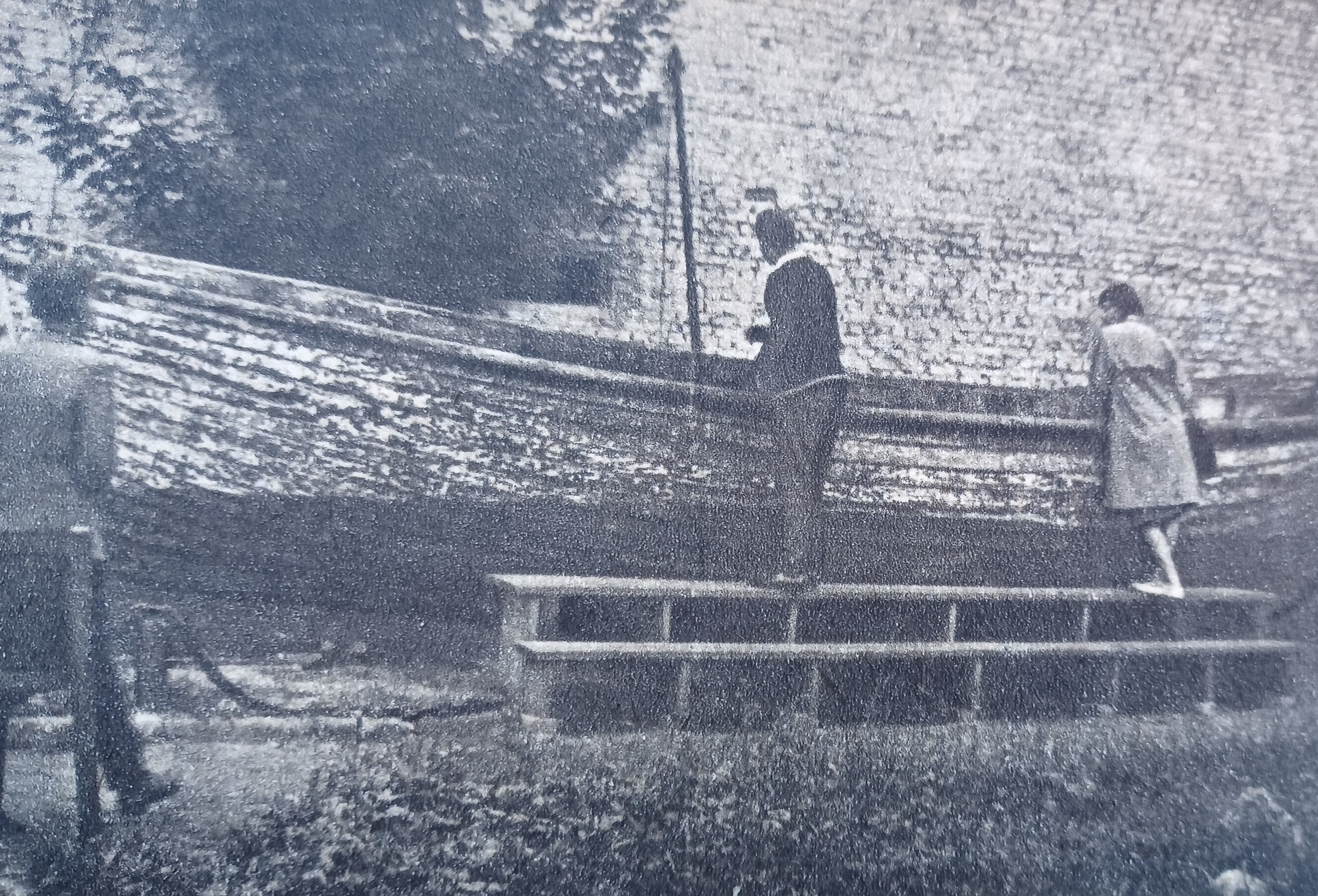
Chatka Puchatków w Muzeum Marynarki Wojennej w Gdyni

Ośmiomiesięczną podróż dwóch żeglarzy należy ocenić jako duży sukces, zważywszy na warunki i sprzęt jaki mieli do dyspozycji. Był to pierwszy tak długi rejs polskiego małego jachtu po wojnie. „Chatka Puchatków” przebyła ponad cztery tysiące mil morskich oraz ok. tysiąca kilometrów po śródlądowych drogach wodnych. Żeglarze pokonali wiele nieprzewidzianych trudności i doskonale dawali sobie radę w ekstremalnych warunkach. W trakcie rejsu udowodniono, że możliwe jest długotrwałe żeglowanie na odkrytej łodzi bezpokładowej i stawianie czoła sztormom. Warto zwrócić uwagę na pomoc i współpracę wielu życzliwych osób pozostających na lądzie w czasie wyprawy, między innymi kapitana Tadeusza Meissnera – wykładowcy Szkoły Morskiej w Gdyni, Kazimierza Jurkiewicza – dowódcy „Daru Pomorza”, kontradmirała Jana Wiśniewskiego – dowódcy Marynarki Wojennej, kapitana Kucharskiego ze Stoczni Marynarki Wojennej czy ministra żeglugi Stanisława Darskiego.
Udany rejs „Chatki Puchatków" zainspirował innych polskich żeglarzy do organizacji podobnych wypraw na szalupach. W 1967 r. Jerzy Tarasiewicz wraz ze studentem prawa UJ Wojciechem Białym i Ewą Chudyk planował rejs na przebudowanej szalupie o nazwie „Rozumek”. Z powodu kłopotów proceduralnych i braku wymaganych zezwoleń łódź została przewieziona koleją do Rijeki w Jugosławii, skąd rozpoczęła rejs w sierpniu 1967 roku. Tarasiewicz opuścił załogę na Balearach, po czym na innej łodzi pokonał Atlantyk docierając do Kolumbii. „Rozumek” pożeglował do Dakaru w Afryce, a następnie przepłynął przez Atlantyk do Rio de Janeiro w Brazylii. Stamtąd kolejny etap prowadził do Kapsztadu w RPA. Wojciech Biały utknął tam na dłuższy czas z powodu kłopotów z wizą. Dopiero w 1972 roku wyruszył samotnie w drogę powrotną lecz zaginął na oceanie. W 1975 w samotny rejs przez Atlantyk na jachcie „Paty” przerobionym z szalupy wyruszył również znany podróżnik Jacek Pałkiewicz. W ciągu 44 dni przebył trasę z Dakaru do Georgetown w Gujanie, za ten wyczyn otrzymał we Włoszech Nagrodę Slocuma za najwybitniejszy rejs 1975 roku.  
„Chatka Puchatków” została umieszczona jako eksponat w Muzeum Marynarki Wojennej w Gdyni. Pod koniec 1981 roku została zabrana z muzeum i przeniesiona na Kępę Oksywską do Wąwozu Ostrowickiego, niestety wkrótce potem wprowadzono stan wojenny, w czasie którego o eksponacie zapomniano. Łódź stojąca niezabezpieczona na wolnym powietrzu uległa zniszczeniu, w 2006 r. pracownicy muzeum odnaleźli w lesie jej pozostałości i zabezpieczyli, jednak nie podjęto żadnych decyzji do dalszych jej losów.